# دره‌کوی (دامال)
دره‌کوی (به ترکی استانبولی: Dereköy) یک منطقهٔ مسکونی در ترکیه است که در دامال واقع شده‌است.